# 奧根 (新墨西哥州)
奧根（英語：Organ）是位於美國新墨西哥州唐娜安娜縣的普查規定居民點。

## 人口
根據2020年美國人口普查的數據，奧根的面積為2.23平方千米，皆為陸地。當地共有人口242人，而人口密度為每平方千米108.52人。